# Macrocentrus spilotus
Macrocentrus spilotus är en stekelart som beskrevs av Van Achterberg och Sergey A. Belokobylskij 1987. Macrocentrus spilotus ingår i släktet Macrocentrus och familjen bracksteklar. Inga underarter finns listade i Catalogue of Life.